# Steel Wheels
Steel Wheels —en español: Ruedas de acero— es el decimonoveno álbum de estudio, en el Reino Unido, y el vigésimo primero en los Estados Unidos, del grupo de rock británico The Rolling Stones, publicado en 1989, tras un período de distanciamiento entre Mick Jagger y Keith Richards. Recibido como un gran regreso en su momento, representó la vuelta de los Stones a un sonido más clásico y embarcó a la banda en una nueva gira mundial, la Steel Wheels/Urban Jungle Tour, la más grande emprendida por ellos hasta ese momento. Es también el último álbum de estudio de Bill Wyman con los Rolling Stones, precediendo al anuncio de su partida en enero de 1993. La última participación de Wyman con el grupo sería en dos canciones de estudio para el álbum Flashpoint, de 1991.

## Historia

### Antecedentes y grabación
Luego del lanzamiento de Dirty Work en 1986, Mick Jagger se concentra en su carrera como solista, deteriorando aún más la ya por entonces tensa relación con Keith Richards. Mientras Jagger lanzaba Primitive Cool en 1987, Richards grababa Talk is Cheap, su debut como solista que sería lanzado en 1988 con buenas críticas. El paso del tiempo parecía haber limado asperezas, por lo que se reúnen en enero de 1989, poco antes del ingreso de los Rolling Stones al Salón de la Fama del Rock. 
La química entre Jagger y Richards pone de lado las diferencias entre ambos y luego de componer cerca de cincuenta canciones en cuestión de semanas, Ron Wood, Bill Wyman y Charlie Watts son llamados para comenzar las grabaciones que derivarían en Steel Wheels, llamando a Chris Kimsey (que anteriormente había producido Undercover) para llevar a cabo la producción del álbum.
Grabado en Montserrat y Londres durante los meses de primavera, el álbum fue diseñada para emular el sonido clásico de los Rolling Stones. Una excepción notable fue «Continental Drift», una pieza con sabor oriental, con The Master Musicians of Jajouka led by Bachir Attar, registrada en junio de 1989 en Tánger, coordinado por Cherie Nutting. Con la mayor parte de los desacuerdos pasados detrás de ellos, las sesiones para Steel Wheels fueron bastante armoniosas.

### Lanzamiento y recepción
A fines de agosto de 1989 arrancan la gira Steel Wheels/Urban Jungle Tour conjuntamente con el lanzamiento de Steel Wheels y de su primer corte «Mixed Emotions», una referencia parcialmente biográfica a Jagger y Richards, que llegaría hasta el quinto lugar en las listas de éxitos de los Estados Unidos, que resultaría ser el último éxito principal de los Rolling Stones en dicho país. La reacción crítica fue cálida, con Steel Wheels alcanzando el # 2 en el Reino Unido y # 3 en los Estados Unidos donde fue doble platino por la RIAA. Los siguientes sencillos lanzados fueron «Rock and a Hard Place», «Almost Hear You Sigh» y «Terrifying». Las ventas totales en todo el mundo superaron las 5,5 millones de copias.
La gira Steel Wheels/Urban Jungle Tour, que terminó a mediados de 1990, fue un enorme éxito financiero. En 1990, FOX emitió un especial de televisión en 3D de la gira de Steel Wheels. A diferencia de usarse las clásicas gafas rojas y verdes para poder visualizar el 3D, el método utilizado fue el efecto Pulfrich que permitió ver el vídeo a todo color. La película fue rodada por Gerald Marks de PullTime 3-D en Nueva York. Una película IMAX del tour fue lanzada el año próximo, que aún se visualiza esporádicamente en salas IMAX alrededor del mundo.
Anthony DeCurtis, de Rolling Stone, escribe: "Toda la ambivalencia, las recriminaciones, los intentos de acercamiento y los enfrentamientos psicológicos evidentes en Steel Wheels atestiguan que los Stones están justo en el elemento que históricamente ha engendrado su mejor música: un entorno turbio y peligrosamente cargado en el que nada es simplemente lo que parece. Contra todo pronóstico, y a estas alturas, los Stones han vuelto a generar un álbum que hará bailar al mundo al son de emociones profundamente perturbadoras y no resueltas."
Stephen Thomas Erlewine, de AllMusic, escribe: "Los Stones suenan bien, y Mick y Keith se marcan una buena balada cada uno con «Almost Hear You Sigh» y «Slipping Away», respectivamente. No es un gran álbum de los Stones, pero no está mal, y se siente como un regreso - lo que se suponía, después de todo."
En 2000, fue elegido número 568 en la lista de los 1000 mejores álbumes de todos los tiempos de Colin Larkin.
El álbum fue la primera grabación digital de los Stones. En 1994, Steel Wheels fue remasterizado y reeditado por Virgin Records, y nuevamente en 2009 por Universal Music. El 2 de diciembre de 2015, una nueva versión de SHM-CD fue lanzada por Universal Japan, masterizado de la cinta original británica.

## Lista de canciones
Todas las canciones escritas y compuestas por Jagger/Richards, excepto «Almost Hear You Sigh» coescrita con Steve Jordan.. 
| Cara uno |                       |          |  |
| N.º      | Título                | Duración |  |
| 1.       | «Sad Sad Sad»         | 3:35     |  |
| 2.       | «Mixed Emotions»      | 4:38     |  |
| 3.       | «Terrifying»          | 4:53     |  |
| 4.       | «Hold on to Your Hat» | 3:32     |  |
| 5.       | «Hearts for Sale»     | 4:40     |  |
| 6.       | «Blinded by Love»     | 4:37     |  |

| Cara dos |                         |          |  |
| N.º      | Título                  | Duración |  |
| 7.       | «Rock and a Hard Place» | 5:25     |  |
| 8.       | «Can't Be Seen»         | 4:09     |  |
| 9.       | «Almost Hear You Sigh»  | 4:37     |  |
| 10.      | «Continental Drift»     | 5:14     |  |
| 11.      | «Break the Spell»       | 3:06     |  |
| 12.      | «Slipping Away»         | 4:29     |  |

## Personal
The Rolling Stones
- Mick Jagger: voz, guitarra eléctrica, guitarra acústica, armónica, percusión; teclados en «Continental Drift».
- Keith Richards: guitarra eléctrica, guitarra acústica, guitarra clásica, coros; voz en «Can't Be Seen» y «Slipping Away»; radios de bicicleta en «Continental Drift».
- Charlie Watts: batería.
- Ron Wood: guitarra eléctrica, guitarra acústica, bajo, dobro, coros.
- Bill Wyman: bajo.

Personal adicional
- Chuck Leavell: piano, órgano, teclados.[12]
- Matt Clifford: teclados, piano, piano eléctrico, clavinet, armonio.
- Phil Beer: mandolina, viola.
- Sarah Dash: coros.
- Lisa Fischer: coros.
- Bernard Fowler: coros.
- Luis Jardim: percusión.
- The Kick Horns: vientos.
- Roddy Lorimer: trompeta.
- The Master Musicians of Jajouka led by Bachir Attar: Instrumentos de Farafina Africano-Marroquíes.
- Sonia Morgan: coros.
- Tessa Niles: coros.

Personal técnico y artístico
- Christopher Marc Potter: ingeniero de grabación
- Rupert Coulson: ingeniero asistente
- Chris Kimsey: mezcla
- Christopher Marc Potter: mezcla
- Michael Brauer: mezcla
- Ted Jensen: mastering
- John Warwicker: director de arte y diseño
- Mark Morton: diseño del logo

## Posición en las listas
| Listas(1989/90)                | Mejor posición |
| ------------------------------ | -------------- |
| Alemania (Media Control)       | 2              |
| Australia (ARIA Charts)        | 7              |
| Austria (Ö3 Austria Top 40)    | 1              |
| Canadá (RPM)                   | 1              |
| Estados Unidos (Billboard 200) | 3              |
| Francia (SNEP)                 | 6              |
| Italia (FIMI)                  | 5              |
| Japón (Oricon)                 | 5              |
| Noruega (VG-lista)             | 1              |
| Nueva Zelanda (RIANZ)          | 3              |
| Países Bajos (MegaCharts)      | 2              |
| Reino Unido (UK Albums Chart)  | 2              |
| Suecia (Sverigetopplistan)     | 2              |
| Suiza (Schweizer Hitparade)    | 2              |

| Listas (1989)                  | Posición |
| ------------------------------ | -------- |
| Canadá (RPM)                   | 13       |
| Francia (SNEP)                 | 36       |
| Italia (FIMI)                  | 40       |
| Japón (Oricon)                 | 89       |
| Listas (1990)                  | Posición |
| Canadá (RPM)                   | 45       |
| Estados Unidos (Billboard 200) | 50       |

Sencillos
| Año  | Sencillo                | Listas                 | Mejor posición |
| ---- | ----------------------- | ---------------------- | -------------- |
| 1989 | «Mixed Emotions»        | Billboard Hot 100      | 5              |
| 1989 | «Mixed Emotions»        | Mainstream Rock Tracks | 1              |
| 1989 | «Mixed Emotions»        | Modern Rock Tracks     | 22             |
| 1989 | «Mixed Emotions»        | UK Top 100 Singles     | 36             |
| 1989 | «Sad Sad Sad»           | Mainstream Rock Tracks | 14             |
| 1989 | «Terrifying»            | Mainstream Rock Tracks | 8              |
| 1989 | «Rock And A Hard Place» | Mainstream Rock Tracks | 1              |
| 1989 | «Rock And A Hard Place» | Billboard Hot 100      | 23             |
| 1989 | «Rock And A Hard Place» | UK Top 100 Singles     | 63             |
| 1990 | «Almost Hear You Sigh»  | Mainstream Rock Tracks | 1              |
| 1990 | «Almost Hear You Sigh»  | Billboard Hot 100      | 50             |
| 1990 | «Almost Hear You Sigh»  | UK Top 100 Singles     | 31             |
| 1990 | «Terrifying»            | UK Top 100 Singles     | 82             |

## Certificaciones
| País                         | Certificación | Ventas certificadas |
| ---------------------------- | ------------- | ------------------- |
| Alemania (BVMI)              | Oro           | 250,000^            |
| Australia (ARIA)             | Platino       | 75,000^             |
| Austria (IFPI Austria)       | Oro           | 25,000^             |
| Canadá (Music Canada)        | 3x Platino    | 300,000^            |
| España (PROMUSICAE)          | Oro           | 50,000^             |
| Estados Unidos (RIAA)        | 2x Platino    | 2,000,000^          |
| Finlandia (Musiikkituottajat | Oro           | 25,227^             |
| Francia (SNEP)               | 2x Oro        | 271,800^            |
| Italia (FIMI)                | Oro           | 100,000^            |
| Japón (RIAJ)                 | Oro           | 167,000             |
| Países Bajos (NVPI)          | Oro           | 50,000^             |
| Reino Unido (BPI)            | Oro           | 100,000^            |
| Suecia (GLF)                 | Oro           | 50,000^             |
| Suiza (IFPI Suiza)           | Oro           | 25,000^             |

Nota: ^ Cifras de ventas basadas únicamente en la certificación